# Bagnisko Niedźwiady
Rezerwat przyrody Bagnisko Niedźwiady (kaszb. Miedwiedzé Bagniszcza) – leśno-torfowiskowy rezerwat przyrody na południowym skraju Pojezierza Bytowskiego w gminie Przechlewo. Został ustanowiony w roku 1982 i zajmuje powierzchnię 47,76 ha. Ochronie rezerwatu podlega głównie bór bagienny i zespół leśnych torfowisk z rzadkimi roślinami. W drzewostanie dominuje sosna, w podszycie występują pojedyncze okazy brzozy omszonej i kruszyny. Runo leśne jest dobrze rozwinięte, a tworzą je krzewinki takie jak bagno zwyczajne, borówka czarna, borówka bagienna, wrzos czy żurawina błotna; w zbiorowiskach torfowiskowych na obrzeżach rezerwatu dominuje wełnianka pochwowata, żurawina błotna, miejscami trzęślica modra. Na terenie rezerwatu gniazdują żurawie, gągoły i mniejsze ptaki leśne.
W pobliżu rezerwatu przebiega trasa ścieżki rowerowej „Wokół Jeziora Lipczyno”.
Najbliższa miejscowość to Nowa Brda.